# Ceropegia fusca
Espèce
Synonymes
- Ceropegia dichotoma subsp. fusca (Bolle) G.D. Rowley[2]
- Ceropegia dichotoma subsp. fusca (Bolle) G.D.Rowley[1]

Ceropegia fusca est une espèce de plante succulente endémique des îles Canaries de la famille des Apocynacées.